# الجدول الزمني لحرب الخليج الثانية (يوليو 1990)
- 15 يوليو: نائب رئيس الوزراء ووزير الخارجية العراقي يسلم الأمين العام لجامعة الدول العربية مذكرة تتضمن اتهامات لكل من الكويت ودولة الامارات بتجاوز الحصتين المخصصتين لهما، وبأنهما طعنتا العراق في الظهر.
- 17 يوليو : اتهم الرئيس العراقي صدام حسين بعض قادة الخليج العرب باتباع سياسة موالاة لأمريكيا ترمي إلى خفض أسعار النفط الخام، وأوردت وكالة الأنباء العراقية تصريحا للرئيس صدام حسين أدلى به في مايو خلال القمة العربية التي عقدت في بغداد يؤكد أن الحروب يمكن أن تنشب لأسباب اقتصادية.
- 18 يوليو: نشر رسالة من العراق سلمت في 16 يوليو إلى الجامعة العربية تتهم الكويت «بنهب» النفط العراقي منذ 1980 بضخه من بحيرة حقل الرميلة جنوبي العراق، وبقضم أراضيه. وطالب العراق بأن تدفع له الكويت 24 مليار دولار قيمة النفط المنهوب ووصف تصرف الكويت بأنه «عدوان عسكري على العراق». ومن جهة أخرى قام الشيخ جابر الأحمد الصباح أمير الكويت بارسال موفدين إلى عدد من رؤساء الدول العرب
- 19 يوليو: رفضت الكويت اتهامات بغداد برمتها واتهمت العراق بالاقدام مرارا على محاولة حفر آبار نفط داخل أراضيها وتوجهت إلى جامعة الدول العربية لحل المشاكل المتعلقة بالحدود.
- 20 يوليو: الجامعة العربية والسعودية تبذلان جهودا لاخماد الأزمة

دولة الإمارات العربية المتحدة تفند ادعاءات العراق حول سياسة الإمارات النفطية في مذكرة بعثت بها إلى الجامعة العربية.
- 21 يوليو استقبل أمير الكويت الأمين العام للجامعة العربية الشاذلي القليبي.

اتهمت بغداد الكويت بالتمهيد لدخول قوات أجنبية إلى الخليج برفع خلافها مع العراق إلى الأمم المتحدة واعتبرت بغداد أن الكويت تخلت بهذا التصرف عن «الخيار العربي» وعن وساطة الجامعة العربية.
- 22 يوليو: دعت الكويت بغداد إلى افساح المجال أمام الوساطات العربية لتسوية النزاع مؤكدة حرصها على حل الخلاف على مستوى الجامعة العربية. في بغداد دعت الصحف الرسمية أبناء الكويت إلى التنصل من حكومتهم.
- 23 يوليو: تكثيف جهود الوساطة العربية لحل الخلاف بين البلدين، سعود الفيصل يجتمع بالرئيس العراقي وطارق عزيز يصل القاهرة. مصر تطرح خطة من 4 بنود لحل الأزمة. الرئيس المصري يجتمع مع الملك حسين بن طلال وطارق عزيز ينضم إلى محادثات الزعيمين.
- 24 يوليو: الرئيس المصري حسني مبارك يقوم بزيارة سريعة إلى العراق والكويت والسعودية. وطارق عزيز يرفض تشكيل لجنة في إطار الجامعة العربية لتسوية النزاع حول الحدود.
- 25 يوليو: صدام حسين يجتمع بالسفيرة الأمريكية لدى بغداد أبريل جلاسبي.

الرئيس مبارك يعلن أن لقاء عراقيأ كويتيا سيعقد في 28 أو 29 يوليو في المملكة العربية السعودية.
- 26 يوليو: افتتاح المؤتمر الوزاري لمنظمة أوبك في جنيف لتقرير مستوى أسعار النفط وتحديد حصص الإنتاج الجديدة لأعضاء المنظمة.

الرئيس المصري يعلن عن نجاح الجهود المبذولة لحل الخلاف. اتفاق لعقد لقاء عراقي كويتي في جدة ووقف الحملات الاعلامية. الرئيس حسني مبارك يناشد القوى الدولية تجنب أي عمل أو نشاط من شأنه تعقيد الموقف أو زيادة التوتر في منطقة الخليج
- 27 يوليو: وزراء أوبك يقررون رفع السعر المرجعي للبرميل من 18 إلى 21 دولارا ويحددون سقف الإنتاج بـ 22.5 مليون برميل يوميا حتى نهاية العام مقابل 22 مليون برميل يوميا في النصف الأول للعام
- 29 يوليو: العراق يعلن اجتماعه مع الكويت في المملكة العربية السعودية ولم يتم كما كان مقررا في نهاية الأسبوع، والرياض تعلن عقد اللقاء في 31 يوليو.
- 30 يوليو: العاهل الأردني الملك حسين يقوم بوساطة في بغداد والكويت.
- 31 يوليو: بدء المحادثات العراقية الكويتية في مدينة جدة بالمملكة العربية السعودية. جلسة موسعة شارك فيها وفد البلدين وحضرها الأمير عبد الله بن عبد العزيز ولي العهد السعودي تم عقدت جلسة مغلقة اقتصرت على رئيسي الوفدين.